# Garry Kitchen

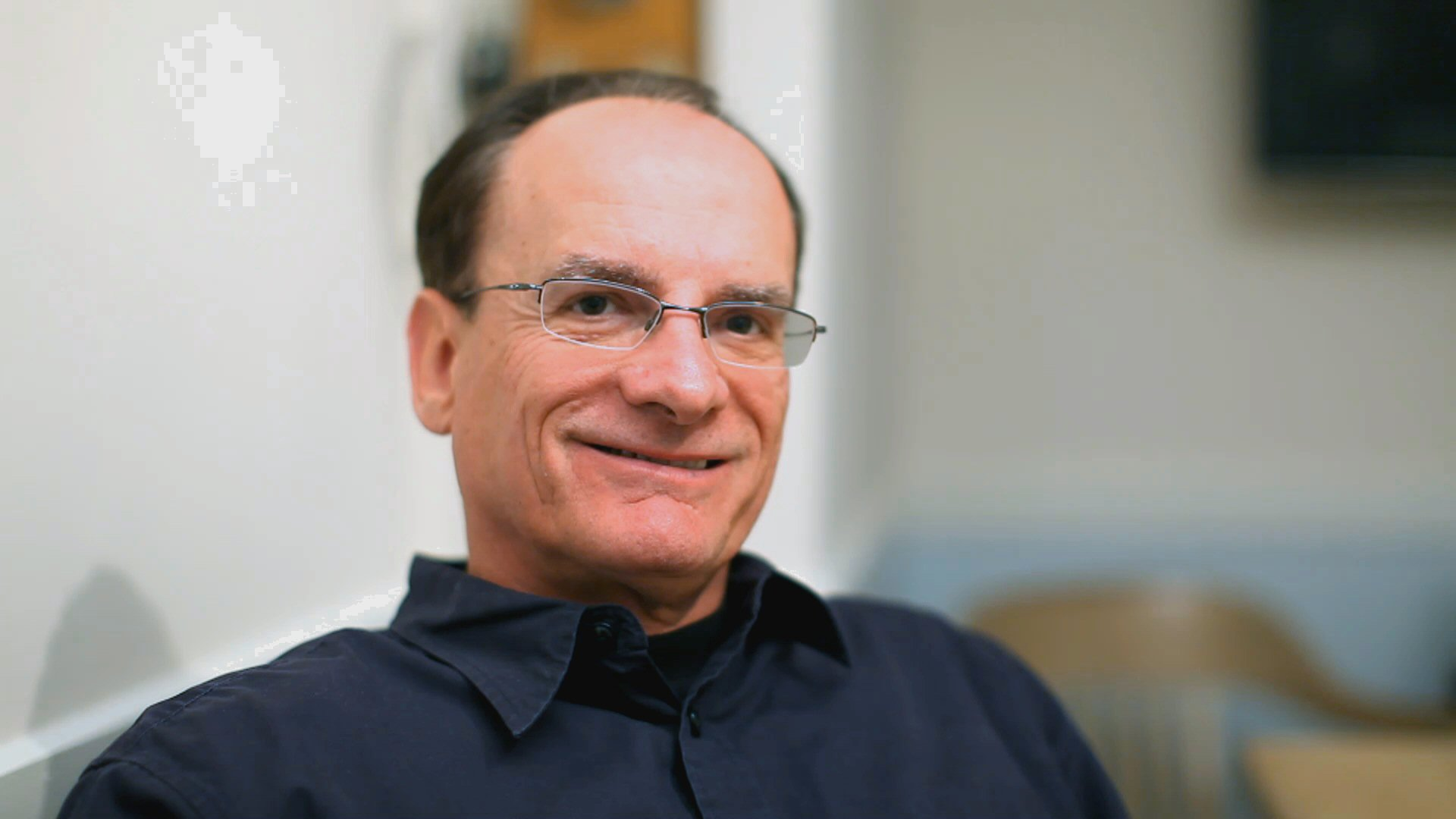
Garry Kitchen, 2013

Garry Kitchen (* 1958) ist ein Programmierer, der besonders für einige Computerspiele bekannt ist, als besonders auch für die Entwicklung des Garry Kitchen’s GameMaker für den Commodore 64, den er bei Activision programmierte. Auch schrieb er die Adaption des Spiels Donkey Kong für den Atari 2600 und The Simpsons: Bart vs. the Space Mutants. Er arbeitete sehr eng bis heute mit David Crane zusammen.
Weiterhin war er Geschäftsführer der Absolute Entertainment, um nach dem Ende der Firma Skyworks Technologies im Jahre 1995 zu gründen, in der heute noch arbeitet.